# کارل-اکسل هایکنرت
کارل-اَکسل هایکنرت (سوئدی: Carl-Axel Heiknert؛ ‏ ۱۰ سپتامبر ۱۹۲۴ – ۱۲ اکتبر ۱۹۸۱) بازیگر اهل سوئد بود.
از فیلم‌هایی که وی در آن‌ها نقش داشته‌است، می‌توان به خانه در شب اشاره نمود.